# Prievaly
Prievaly (Hongaars: Sándorfa) is een Slowaakse gemeente in de regio Trnava, en maakt deel uit van het district Senica.
Prievaly telt 961 inwoners.

## Foto's

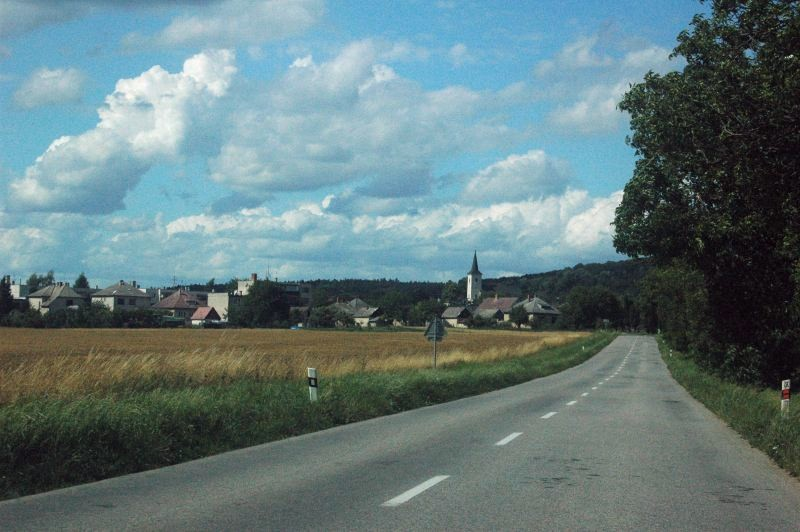
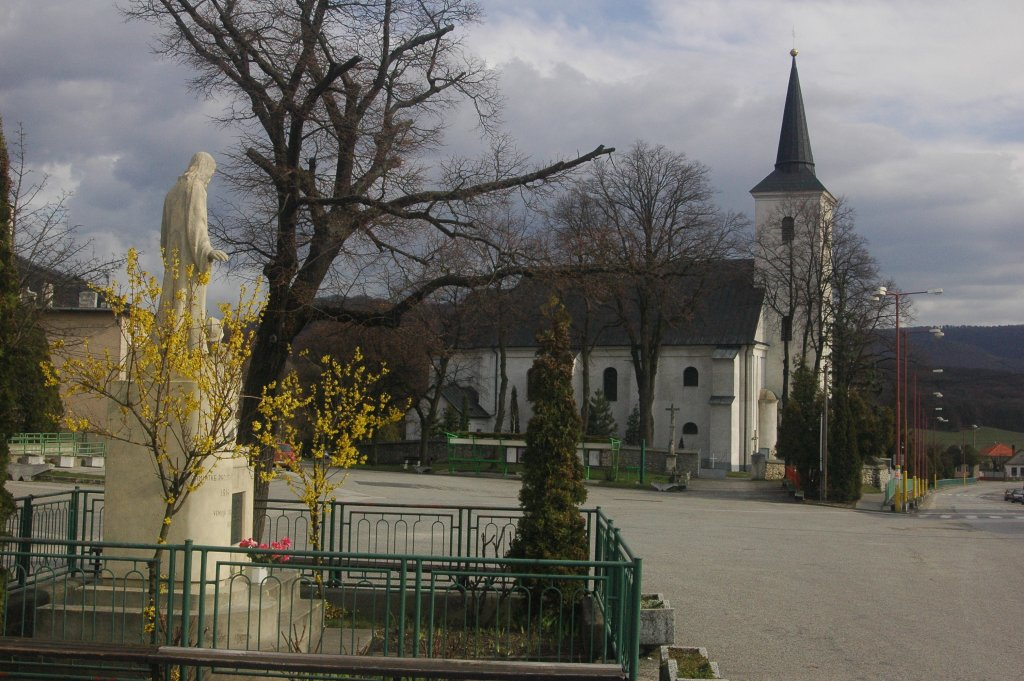
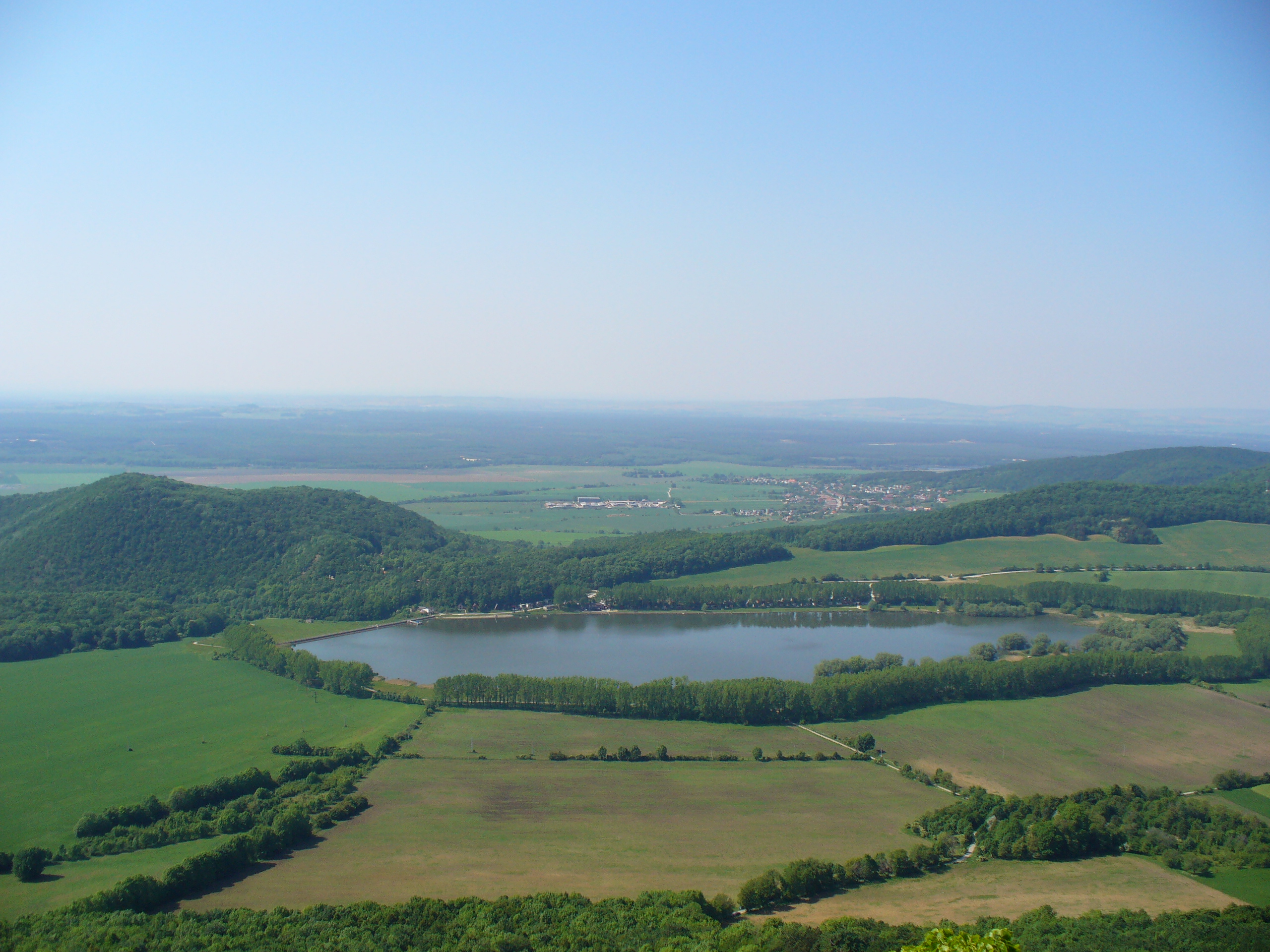